# Anacleto Sima Ngua
Anacleto Sima Ngua (Mitemleté, 2 de junio de 1936-Malabo, 1 de julio de 2018) fue un religioso ecuatoguineano, obispo de Bata hasta 2002.

## Biografía
El 24 de junio de 1963 fue ordenado sacerdote. El papa Juan Pablo II le nombró obispo de Bata el 19 de noviembre de 1982. El papa personalmente le consagró el 6 de enero de 1983 como obispo; los co-consagrantes fueron los arzobispos de la curia Eduardo Martínez Somalo, sustituto de la Secretaría de Estado de la Santa Sede, y Duraisamy Simon Lourdusamy, secretario de la Congregación para la Evangelización de los Pueblos.
Renunció a su cargo el 11 de mayo de 2002. Desde la oposición guineana afirmó que lo hizo por coacción.